# Ermida do Cristo Rei

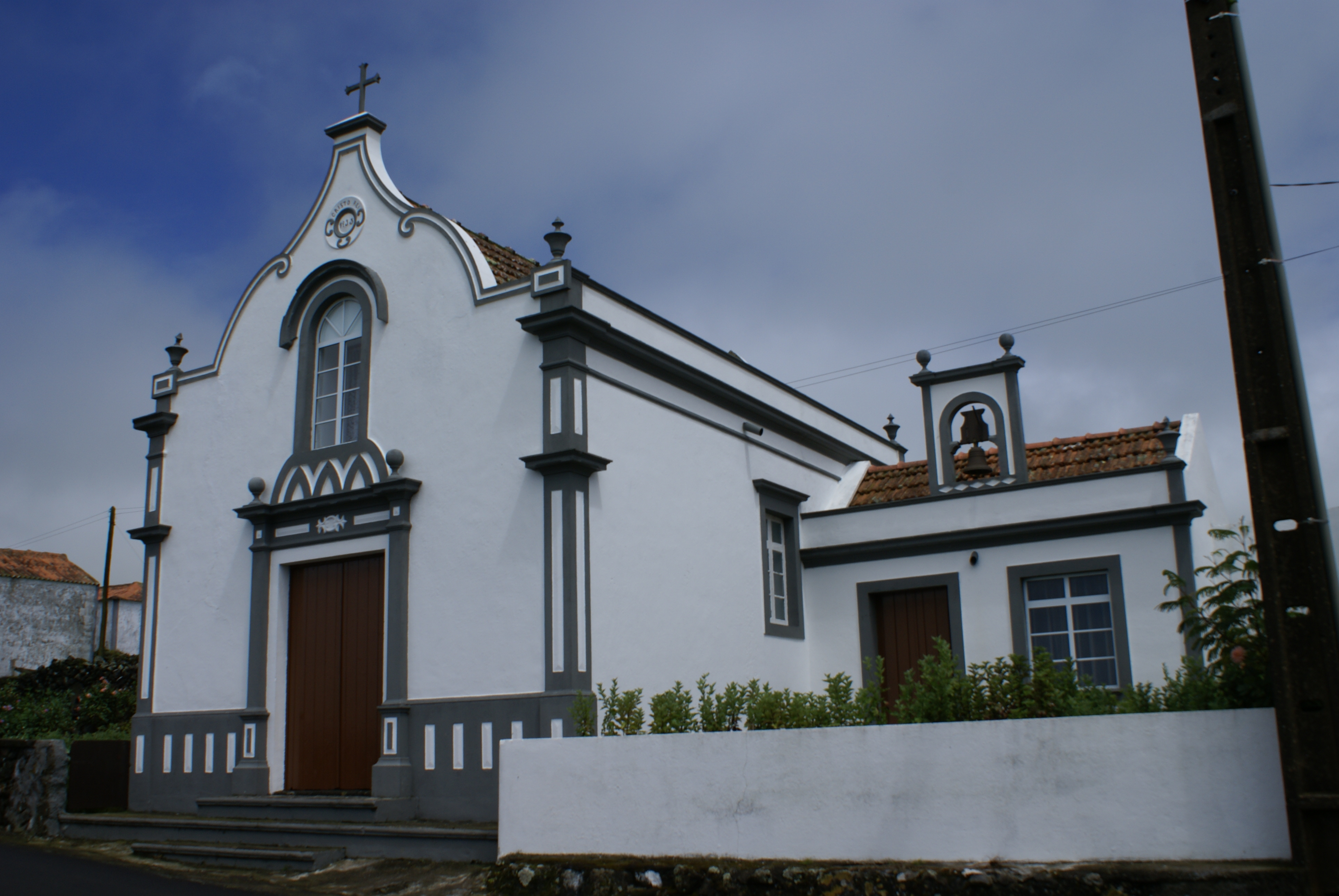
Ermida do Cristo Rei, Santo Amaro, Velas.

A Ermida do Cristo Rei, é uma ermida Portuguesa, localizada no povoado de Santo Amaro, concelho de Velas. Esta ermida foi dedicada ao Cristo Rei, e edificada em 1933.
Apresenta-se edificada em cantaria de basalto negro e rebocada a alvenaria e pintada a cal de cor branca e cinza. Apresenta uma pequena torre sineira lateral à direita do edifício principal dotada de um só sino e localizada sobre o tecto da sacristia.